# Bye Bye, Earth
«Bye Bye, Earth» (яп. ばいばい、アース, Bai Bai, Āsu, Прощавай, Земле) — японська серія фентезійних романів, написана Товом Убукатою та ілюстрована Йошітакою Амано. Kadokawa Shoten опублікували два томи в грудні 2000 року. Нове видання, написане Убукатою та ілюстроване Хьонг-Те Кімом, було опубліковано Kadokawa Shoten у чотирьох томах між вереснем 2007 року та лютим 2008 року під їхнім імпринтом Kadokawa Bunko. Адаптація манги, ілюстрована Рю Асахі, серіалізувалася в журналі сейнен-манґи Young King OURs видавництва Shōnen Gahōsha з січня 2020 року по липень 2022 року, а її розділи були зібрані в чотири томи танкобон. Адаптація в аніме-телесеріал, створена Liden Films, транслювалася з липня по вересень 2024 року, а прем'єра другого сезону відбулася у квітні 2025 року і тривала по червень 2025 року.

## Сюжет
Маючи неймовірні бойові навички та силу, щоб орудувати величезним мечем Рундінг, Бель Лаблак виросла ізгоєм, будучи єдиною людиною у світі антропоморфних тварин. Відчайдушно прагнучи знайти місце де її відчуватимуть «своєю», вона вирушає на пошуки інших, таких як вона.

## Персонажі
Бель Лаблак (яп. ラブラック=ベル, Raburakku Beru)
Сейю: Файруз Ай (оригінал), Меган Шипман (англійський дубляж)
Молода дівчина, яка володіє Рундінгом і єдина людина у світі. Вона покидає дім, щоб пройти випробування Номадів.
Адоніс Квестіон (яп. クエスティオン=アドニス, Kuesution Adonisu)
Сейю: Утіяма Кокі (оригінал), Деніел Ван Томас (англійський дубляж)
Сіан Лаблак (яп. ラブラック=シアン, Raburakku Shian)
Сейю: Дзюнічі Сувабе (оригінал), Майк Сміт (англійський дубляж)
Belle's master.
Кітті Всемогутня (яп. キティ=ザ・オール, Kiti za Ōru)
Сейю: Нацукі Ханае (оригінал), Брент Мукай (англійський дубляж)
Гаф Шенді (яп. シャンディ=ガフ, Shandi Gafu)
Сейю: Сатосі Хіно
Соліст у королівстві Парк Таун та один із учнів Сіана. Він допомагає Бель влаштуватися в місті, поки вона проходить випробування Номадів.
Шеррі (яп. シェリー, Sherī)
Сейю: Саорі Хаямі
Гіннес (яп. ギネス, Ginesu)
Сейю: Дзюнья Енокі
Бенедиктин (яп. ベネディクティン, Benedikutin)
Сейю: Косімідзу Амі
Доранві (яп. ドランブイ, Doranbui)
Сейю: Міюкі Савасіро
Король Лоухайд (яп. ローハイド王, Rōhaido-Ō)
Сейю: Кендзіро Цуда (справедливість), Сецудзі Сато (зло)

## Медіа

### Романи
На New York Comic Con 2024 видавництво Yen Press оголосило, що ліцензувало видання 2007 року для публікації англійською мовою.

#### видання 2000
| № | Дата виходу    | ISBN               |
| - | -------------- | ------------------ |
| 1 | 25 грудня 2000 | ISBN 4-04-873245-5 |
| 2 | 25 грудня 2000 | ISBN 4-04-873246-3 |

#### видання 2007
| № | Дата виходу       | ISBN                   |
| - | ----------------- | ---------------------- |
| 1 | 22 вересня 2007   | ISBN 978-4-04-472903-5 |
| 2 | 25 жовтня 2007    | ISBN 978-4-04-472904-2 |
| 3 | 22 листопада 2007 | ISBN 978-4-04-472906-6 |
| 4 | 23 лютого 2008    | ISBN 978-4-04-472907-3 |

### Манґа
Адаптація манґи, ілюстрована Рю Асахі, серіалізувалася в журналі сейнен-манґи Young King OURs видавництва Shōnen Gahōsha з 30 січня 2020 року по 29 липня 2022 року. Shōnen Gahōsha зібрала її розділи в чотири томи танкобон, опубліковані з січня 2021 року по вересень 2022 року.
| № | Дата виходу     | ISBN                   |
| - | --------------- | ---------------------- |
| 1 | 16 січня 2021   | ISBN 978-4-7859-6842-7 |
| 2 | 16 січня 2021   | ISBN 978-4-7859-6843-4 |
| 3 | 30 вересня 2021 | ISBN 978-4-7859-7002-4 |
| 4 | 30 вересня 2022 | ISBN 978-4-7859-7241-7 |

### Аніме
Аніме-телесеріал, спільно спродюсований WOWOW, Sony Pictures та Crunchyroll, був анонсований у листопаді 2022 року. Його виробництвом займається Liden Films, режисером є Ясуто Нішіката, помічником режисера — Сота Йокоте, сценарій написав Хіроюкі Йошіно, дизайном персонажів займався Юкі Хіно, а музику написав Кевін Пенкін. Серіал транслювався з 12 липня по 13 вересня 2024 року на телеканалі WOWOW. Початковою музичною темою є пісня «Faceless» у виконанні Asca, а кінцевою музичною темою є пісня «I Luv U 2» у виконанні LMYK.
Після фіналу першого сезону було анонсовано другий сезон з тією ж командою та акторським складом, що й у першому сезоні. Прем'єра другого сезону відбулася 4 квітня 2025 року, а закінчився показ 6 червня 2025 року.